# Т-26А
Т-26А — радянський дослідний артилерійський танк.

## Історія
АБТУ РСЧА відчували великий інтерес до артилерійських танків на базі «Віккерса» та «Крісті» ще до початку серійного виробництва цих машин. До робіт з цієї теми підключилися одразу кілька КБ. Це були КБ заводу № 174 і КБ Диренкова, але як завжди Диренков зробив свій варіант танка швидше.

## Проєкт Диренкова
Проєкт мав грибоподібну башту. Спочатку був встановлений на БТ-2, а потім на Т-26. Також відзнакою проєкту було те, що, корпус танка злегка збільшувався ззаду за рахунок спеціальної прибудови. У башті встановлювалося 76 мм гармата зр. 1927/1931 р.

## Проєкт заводу №174
Проєкт заводу № 174 здавався військовим найкращим. Цей проєкт мав циліндричну башту. На відміну від проєкту Диренкова, бойове відділення було значно просторішим.

## Випробування
Спочатку на випробування прибув зразок танка з баштою Диренкова. Випробування показали що, башта дуже маленьких розмірів, через що, екіпажу в бойовому відділенні було дуже тісно, а заряджаючому доводилося втискати в стінку бойового відділення. Башту забракували.
Потім її відправили на склад. Башта заводу № 174 трохи пізніше, її встановили на той же танк. Дана башта більше підходила до умов роботи в ній екіпажу, але теж не вирішувала проблему. Але все-таки військовим вона здалася кращою, ніж башта Диренкова, і
вони замовили настановну партію машин у кількості 5 примірників. Причому три з них повинні були озброюватися гарматами КТ-28, а дві гарматами ПС-3.

## Випуск
Як завжди роботи з випуску настановної партії затяглися. Завод був не готовий до випуску танка. Тим більше він намагався виконати план по простих «неартилерійських» танках. І лише до 1935 року були готові всі 5 танків.

## Підсумок
Після цього всі 5 танків відправили на військові випробування. Все проходило відмінно та здавалося що танку відкрита «зелена вулиця», але 19 серпня під час пострілу з танка раптом розірвалася гільза в бойовому відділенні.
Звичайно ж цей недолік можна було приписати до випадковості, але АБТУ РСЧА порахувало що танк невдалий та закрило всі справи з цього танку. А щодо дослідного зразка, то про нього більше не згадували, ще на випробуваннях, у нього сталося аварія, під час якої у нього поламалася ходова частина. Танк не стали ремонтувати.

## Пізній проєкт
Коли зробили танк БТ-7А Тухачевський запропонував зробити таку ж схожу, лише еліптичну башту. Він написав листа в КБ заводу № 174. Через місяць йому прийшла відповідь що, таку башту встановити на корпус Т-26 буде дуже важко і це зажадає великих переробок в корпусі і те що, це взагалі буде важко. Через це від цього проєкту відмовилися.